# Amt Waltersdorf
Das Amt Waltersdorf war ein königlich-preußisches Domänenamt, das um/nach 1719 geschaffen wurde. Ab 1814 wurde es in ein Rentamt umgewandelt. Es hatte seinen Amtssitz in Waltersdorf (Gem. Schönefeld, Landkreis Dahme-Spreewald, Brandenburg) und gehörte zur königlichen Herrschaft Wusterhausen (später Königs Wusterhausen). Das Gebiet des Amtes lag in den heutigen Gemeinden Schönefeld, Schulzendorf und Zeuthen (alle Landkreis Dahme-Spreewald) im Land Brandenburg. Das Amt Waltersdorf wurde 1836 aufgelöst.

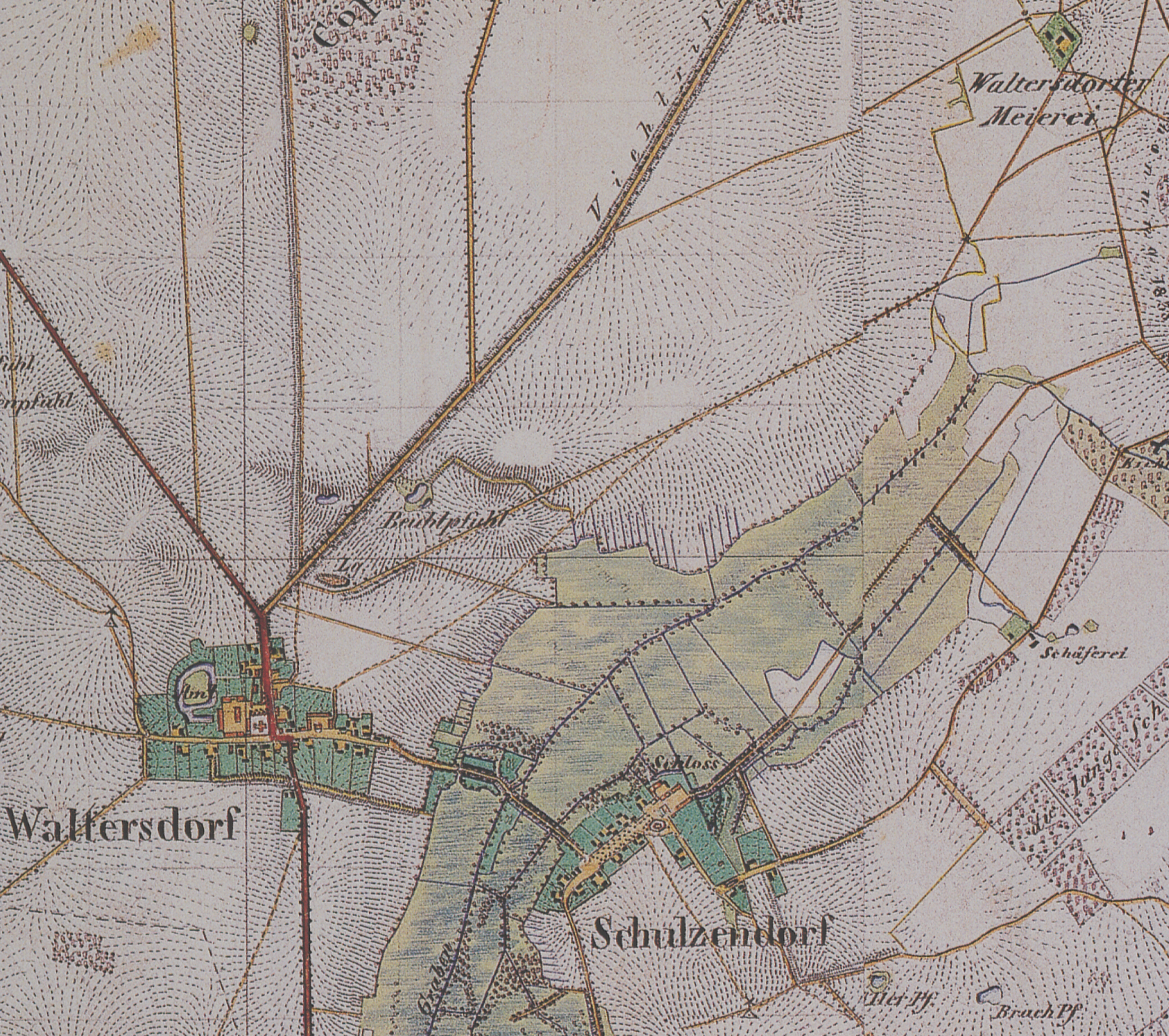
Waltersdorf und Schulzendorf auf dem Urmesstischblatt 3647 Zeuthen von 1839

## Geschichte
Um 1718 kaufte der brandenburgische Kurfürst und König in Preußen Friedrich Wilhelm I. für den Kronprinzen Friedrich (der spätere Friedrich II.) das Gut Schulzendorf vom Generalmajor von Gersfeld für 30.000 Taler. 1719 schenkte er dem Kronprinzen Friedrich das Gut Waltersdorf, das er 1700 einmal schon erworben hatte. Dieses hatte er aber seinem Premierminister Johann Kasimir Kolb von Wartenberg überlassen, aber das Gut nach dessen Sturz 1710 am 26. Februar 1711 wieder eingezogen und dem Amt Köpenick zugewiesen. 1722 erhielt Kronprinz Friedrich auch den landesherrlichen Anteil von Schönefeld. In diese Zeit fällt die Bildung des Amtes Waltersdorf. Vermutlich aber nur ein Fehler, denn nach dem Ortschaftsverzeichnis von 1841 gehörte Schönefeld (wiederum) anteilig dem Amt Königs Wusterhausen.
Am 4. November 1734 kaufte der Kurfürst und König in Preußen Friedrich Wilhelm I. für den Prinzen August Wilhelm die Besitzungen des (damaligen) Oberst (und späteren Generalfeldmarschalls) Friedrich Leopold von Geßler (1688–1762) im Dramburgischen Kreis der Neumark und bildete daraus das Amt Balster. Am 29. August 1736 tauschte nun Friedrich Wilhelm I. das dem Kronprinzen Friedrich gehörende Amt Waltersdorf gegen das Amt Balster. Das Amt Waltersdorf wurde daraufhin der Herrschaft Königs Wusterhausen einverleibt. 1814 wurde es in ein Rentamt umgewandelt, d. h. der Amtmann betrieb nun keine Eigenwirtschaft mehr, sondern zog nur noch die Abgaben und Pächte ein, Die Vorwerke wurden verpachtet. Das Amt Waltersdorf wurde zum 1. Juni 1836 aufgelöst und alle Rentei- und Polizeiangelegenheiten bzw. Verwaltungsaufgaben auf das Rentamt Königs Wusterhausen übertragen. Das Vorwerk in Waltersdorf blieb Staatsdomäne und wurde weiterhin verpachtet.

## Zugehörige Orte
- Gersdorf/Görsdorf (Wüste Feldmark). Ein Drittel der (damals) wüsten Feldmark Gersdorf (oder Görsdorf) wurde 1718 mit dem Gut Schulzendorf von David Gottlob von Gersdorf durch den Fiskus angekauft. Die restlichen zwei Drittel wurden am 14. März 1719 zusammen mit Miersdorf von Moritz Siegmund von Enderling erworben.[4] Um die Mitte des 16. Jahrhunderts war dort ein Vorwerk gleichen Namens angelegt worden. Um/nach 1800 wechselte der Name zu Wüstemark (siehe unten).
- Hankels Ablage. Das Fischerhaus wurde 1789 neu erbaut und dem Meier Friedrich Hankel samt 1 Morgen Land vererbpachtet.
- Heidemeierei, Meierei zu Waltersdorf gehörig (siehe Waltersdorf)
- Miersdorf (Dorf und Vorwerk). Miersdorf und zwei Drittel der wüsten Feldmark von Gersdorf/Görsdorf wurden am 14. März 1719 von Moritz Siegmund von Enderlin(g) für 20.000 Taler gekauft.[4]
- Radeland (Meierei zu Schulzendorf gehörig). Ist in Zeuthen aufgegangen. Die Meierei lag etwa im Bereich Schillerstraße 92. Radeland gehörte zum Amt Köpenick und wurde 1753 an die Herrschaft Königs Wusterhausen abgetreten und dort dem Amt Waltersdorf zugewiesen.
- Schönefeld. Am 24. April 1677 kaufte der Fiskus von Adam Heinrich von List einen großen Anteil am Dorf Schönefeld, der dem Amt Köpenick zugewiesen wurde. Am 11. April 1722 wurde dieser Anteil dem damaligen Kronprinzen Friedrich überlassen, der ihn am 29. August 1736 an die Herrschaft Wusterhausen abtrat und das Amt Waltersdorf daraus bildete. Um 1805 gehörte Schönefeld anteilig noch zum Amt Waltersdorf. Nach dem Ortschaftsverzeichnis von 1817 war es dagegen im Vollbesitz des Domstiftes zu Berlin.
- Schulzendorf (Dorf und Vorwerk). Schulzendorf wurde am 1. Oktober 1718 von Generalmajor (und späteren Generalleutnant) David Gottlob von Gersdorf für 30.000 Taler gekauft.[1] Zum Gut Schulzendorf gehörten auch Teile des Dorfes Schmöckwitz (heute Berlin-Schmöckwitz) und ein Drittel der wüsten Feldmark Gersdorf. Schmöckwitz kam an das Amt Köpenick, das Drittel der wüsten Feldmark Gersdorf an die Herrschaft Wusterhausen.
- Vorheide, Meierei zu Waltersdorf gehörig. Das/Ein Vorwerk ist bereits im Schmettauschen Kartenwerk vorhanden und dort als Vorwerk Waltersdorf benannt. Es lag am östlichen Rand der (heutigen) Siedlung Waltersdorf. Im Deckerschen Kartenwerk Blatt IX von 1820 ist es als Heidemeierei eingezeichnet. Im Urmesstischblatt 3647 Zeuthen von 1839 ist es als Waltersdorfer Meierei bezeichnet. Es ist nicht identisch bzw. lag nicht an der Stelle des jetzigen Gemeindeteiles Vorwerk.
- Waltersdorf (Dorf und Vorwerk). Das Gut Waltersdorf hatte Oberkämmerer Graf Johann Kasimir Kolb von Wartenberg am 8. Juli 1700 für 20.000 Taler von Rittmeister Matthias Friedrich von Beeren erworben,[5] Nach dem Sturz Wartenbergs zog Kurfürst Friedrich das Gut am 26. Februar 1711 wieder ein und übergab es dem neuen Oberkämmerer Ernst Bogislav von Kameke zur Verwaltung. Am 10. Januar 1719 schenkte er es dem Kronprinzen Friedrich, der es 1736 an die Herrschaft Königs Wusterhausen übertrug.
- Wüstemark (Vorwerk). Heute ein Wohnplatz in der Gemeinde Zeuthen. Das Vorwerk wurde um die Mitte des 18. Jahrhunderts als Vorwerk Görsdorf angelegt. Unter diesem Namen ist es bereits im Schmettauschen Kartenwerk von 1767/87 verzeichnet. Der Name Wüste(r)mark taucht um 1800 auf. Im Deckerschen Kartenwerk Blatt VIII von 1816/19 ist die Lokalität als Vorwerk Wüstermark bezeichnet. Um 1837 wurde das Vorwerk der Forstverwaltung überwiesen und in eine Unterförsterei umgewandelt. Im Urmesstischblatt von 1838 ist es als Unterförsterei Wüstemark eingezeichnet. Das Areal wurde bis auf einen kleineren Bereich um die Unterförsterei 1837 aufgeforstet.

## Amtleute und Pächter des Amtes Waltersdorf
- 1818 Philipp Just Christoph Reitz, Beamter (trat das Amt 1825 an Kretschmer ab)[6][7][8][9]
- 1825 bis 1836 Kretschmer, ehemaliger Rittergutsbesitzer, wurde mit Übernahme des Amtes zum Beamten bestellt[10][11]
- (1839 Kletschke, Ämter Königs Wusterhausen und Blossin, führt zugleich die Verwaltung des aufgelösten Pachtamtes Waltersdorf)[12]